# 恰伊
恰伊是土耳其的城鎮，位於該國西部，由阿菲永卡拉希薩爾省負責管轄，面積830平方公里，海拔高度1,022米，主要經濟活動是農業，2009年人口14,004。
38°35′N 31°02′E / 38.583°N 31.033°E